# Centralny Zarząd Technicznej Obsługi Rolnictwa
Centralny Zarząd Technicznej Obsługi Rolnictwa – organizacja gospodarcza Ministerstwa Rolnictwa istniejąca w latach 1973–1982, powstała w celu organizowania i koordynacji całokształtu działalności w zakresie technicznej obsługi i elektryfikacji rolnictwa poprzez zjednoczenia i inne jednostki organizacyjne.

## Powołanie Centralnego Zarządu
Na podstawie uchwały Rady Ministrów z 1973 r. w sprawie utworzenia zjednoczeń technicznej obsługi rolnictwa oraz Centralnego Zarządu Technicznej Obsługi Rolnictwa ustanowiono Centralny Zarząd. Centralny Zarząd powstał w wyniku przekształcenia Zjednoczenia Elektryfikacji i Zaopatrzenia Rolnictwa i Wsi w Wodę.
Minister Rolnictwa sprawował nadzór nad Centralnym Zarządem oraz zjednoczeniami.

## Przedmiot działania Centralnego Zarządu
Przedmiotem działania Centralnego Zarządu było organizowanie i koordynacja całokształtu działalności w zakresie technicznej obsługi i elektryfikacji rolnictwa poprzez zjednoczenia i inne jednostki organizacyjne zrzeszone w Centralnym Zarządzie. Koszty utrzymania Centralnego Zarządu pokrywane były z wpłat przedsiębiorstw zgrupowanych w zjednoczeniach oraz z wpłat innych jednostek organizacyjnych zrzeszonych w Centralnym Zarządzie.

## Zjednoczenia przedsiębiorstw
W zjednoczeniach zgrupowane były przedsiębiorstwa państwowe, które działały dotychczas w wojewódzkich zjednoczeniach przedsiębiorstw mechanizacji rolnictwa oraz w Zjednoczeniu Elektryfikacji i Zaopatrzenia Rolnictwa i Wsi w Wodę. Zjednoczenia działały według zasad rozrachunku gospodarczego i objęte były planem centralnym. Koszty utrzymania zjednoczeń pokrywane były z wpłat zgrupowanych przedsiębiorstw.

## Przedmiot działania zjednoczeń
Przedmiotem działania zjednoczeń była realizacja zadań w zakresie technicznej obsługi i elektryfikacji rolnictwa, a w szczególności:
- wykonywanie obsługi technicznej, napraw specjalistycznych i bieżących, obsługa gwarancyjna ciągników, maszyn rolniczych oraz środków transportu rolniczego,
- regeneracja części zamiennych i przygotowanie zespołów wymiennych,
- przygotowanie oprzyrządowania obsługowo-naprawczego,
- montaż urządzeń elektryfikacji rolnictwa,
- świadczenie usług instalacyjno-montażowych i remontowych,
- przygotowanie kadr dla zaplecza technicznego mechanizacji rolnictwa.

## Wykaz jednostek organizacyjnych
- Zjednoczenie Technicznej Obsługi Rolnictwa w Białymstoku,
- Zjednoczenie Technicznej Obsługi Rolnictwa w Bydgoszczy,
- Zjednoczenie Technicznej Obsługi Rolnictwa w Gdańsku,
- Zjednoczenie Technicznej Obsługi Rolnictwa w Katowicach,
- Zjednoczenie Technicznej Obsługi Rolnictwa w Kielcach,
- Zjednoczenie Technicznej Obsługi Rolnictwa w Koszalinie,
- Zjednoczenie Technicznej Obsługi Rolnictwa w Krakowie,
- Zjednoczenie Technicznej Obsługi Rolnictwa w Lublinie,
- Zjednoczenie Technicznej Obsługi Rolnictwa w Łodzi,
- Zjednoczenie Technicznej Obsługi Rolnictwa w Olsztynie,
- Zjednoczenie Technicznej Obsługi Rolnictwa w Opolu,
- Zjednoczenie Technicznej Obsługi Rolnictwa w Poznaniu,
- Zjednoczenie Technicznej Obsługi Rolnictwa w Rzeszowie,
- Zjednoczenie Technicznej Obsługi Rolnictwa w Szczecinie,
- Zjednoczenie Technicznej Obsługi Rolnictwa w Warszawie,
- Zjednoczenie Technicznej Obsługi Rolnictwa we Wrocławiu,
- Zjednoczenie Technicznej Obsługi Rolnictwa w Zielonej Górze,
- Biuro Studiów i Projektów Elektryfikacji i Zaopatrzenia Rolnictwa i Wsi w wodę „Elwod-Projekt” w Warszawie,
- Zakład Doświadczalny Technologii Napraw Traktorów i Silników Spalinowych w Zdżarach.

## Zniesienie Centralnego Zarządu
Na podstawie uchwały Rady Ministrów z 1982 r. w sprawie utraty mocy obowiązującej niektórych uchwał Rady Ministrów i jej organów, ogłoszonych w Monitorze Polskim zlikwidowano Centralny Zarząd.